# Saint-Ennemond
Saint-Ennemond és un municipi francès, situat al departament de l'Alier i a la regió d'Alvèrnia-Roine-Alps. L'any 2007 tenia 649 habitants.

## Demografia

### Població
El 2007 la població de fet de Saint-Ennemond era de 649 persones. Hi havia 260 famílies de les quals 76 eren unipersonals (36 homes vivint sols i 40 dones vivint soles), 72 parelles sense fills, 88 parelles amb fills i 24 famílies monoparentals amb fills.
La població ha evolucionat segons el següent gràfic:
Habitants censats

### Habitatges
El 2007 hi havia 313 habitatges, 265 eren l'habitatge principal de la família, 16 eren segones residències i 32 estaven desocupats. 297 eren cases i 14 eren apartaments. Dels 265 habitatges principals, 176 estaven ocupats pels seus propietaris, 83 estaven llogats i ocupats pels llogaters i 6 estaven cedits a títol gratuït; 2 tenien una cambra, 11 en tenien dues, 48 en tenien tres, 87 en tenien quatre i 117 en tenien cinc o més. 214 habitatges disposaven pel capbaix d'una plaça de pàrquing. A 92 habitatges hi havia un automòbil i a 144 n'hi havia dos o més.

### Piràmide de població
La piràmide de població per edats i sexe el 2009 era:
| Homes | Edats   | Dones |
| ----- | ------- | ----- |
| 0     | 95 o +  | 0     |
| 4     | 90 a 94 | 0     |
| 4     | 85 a 89 | 0     |
| 8     | 80 a 84 | 12    |
| 0     | 75 a 79 | 12    |
| 8     | 70 a 74 | 8     |
| 36    | 65 a 69 | 12    |
| 16    | 60 a 64 | 24    |
| 8     | 55 a 59 | 12    |
| 24    | 50 a 54 | 24    |
| 20    | 45 a 49 | 20    |
| 12    | 40 a 44 | 16    |
| 20    | 35 a 39 | 28    |
| 32    | 30 a 34 | 12    |
| 21    | 25 a 29 | 36    |
| 20    | 20 a 24 | 24    |
| 24    | 15 a 19 | 16    |
| 28    | 10 a 14 | 12    |
| 12    | 5 a 9   | 24    |
| 20    | 0 a 4   | 4     |

## Economia
El 2007 la població en edat de treballar era de 430 persones, 317 eren actives i 113 eren inactives. De les 317 persones actives 297 estaven ocupades (162 homes i 135 dones) i 20 estaven aturades (8 homes i 12 dones). De les 113 persones inactives 40 estaven jubilades, 42 estaven estudiant i 31 estaven classificades com a «altres inactius».

### Ingressos
El 2009 a Saint-Ennemond hi havia 277 unitats fiscals que integraven 674 persones, la mediana anual d'ingressos fiscals per persona era de 15.674 €.

### Activitats econòmiques
Dels 17 establiments que hi havia el 2007, 2 eren d'empreses de fabricació d'altres productes industrials, 6 d'empreses de construcció, 5 d'empreses de comerç i reparació d'automòbils, 1 d'una empresa d'hostatgeria i restauració, 1 d'una empresa de serveis, 1 d'una entitat de l'administració pública i 1 d'una empresa classificada com a «altres activitats de serveis».
Dels 8 establiments de servei als particulars que hi havia el 2009, 1 era un taller de reparació d'automòbils i de material agrícola, 2 paletes, 1 guixaire pintor, 3 lampisteries i 1 perruqueria.
Dels 2 establiments comercials que hi havia el 2009, 1 era una botiga de més de 120 m² i 1 una carnisseria.
L'any 2000 a Saint-Ennemond hi havia 27 explotacions agrícoles que ocupaven un total de 2.280 hectàrees.

## Equipaments sanitaris i escolars
L'únic equipament sanitari que hi havia el 2009 era una ambulància.
El 2009 hi havia una escola elemental.

## Poblacions més properes
El següent diagrama mostra les poblacions més properes.